# أرز مضغوط
أرز مضغوط هو أرز مصنوع من حبوب الأرز النيئة أو المحمصة أو المسلوقة والمطحونة إلى رقائق. هوطبق تقليدي في جنوب شرق آسيا وجنوب آسيا. يُعرف أيضًا باسم رقائق الأرز، الأرز المخفوق، الأرز المطحون، أو الأرز المقطع. يتم تحميصه، أو قليه، ويمكن استخدامه كمكون لأطباق أخرى. يمكن أن يكون طبق مقرمش، أو طري، أو ناعم الملمس مع نكهة جوزية خفيفة. على غرار دقيق الشوفان، قد يشير مصطلح "الأرز المضغوط" في اللغات الأخرى إلى المكون نفسه أو إلى طبق يعتمد على المكون.

## جنوب آسيا
يعتبر الأرز المضغوط من الأطعمة الأساسية في وجبة الإفطار في جنوب آسيا حيث يطلق عليه اسم بوها وأفال، وهي تحظى بشعبية خاصة في الهند ونيبال وبنجلاديش. يتم صنع البوها عن طريق إزالة قشر حبوب الأرز ثم غليها أو نقعها في الماء الساخن لمدة 45 دقيقة، بعد ذلك تجفف وتحمص. تأتي عادةً بأصناف رقيقة ومتوسطة وسميكة. الأنواع الرقيقة مثالية للطهي والاستخدام في الحلويات، في حين أن الأنواع السميكة مناسبة للقلي العميق. يمكن تناولها كوجبات خفيفة مثل إندوري بوها، أو طهيها في أطباق بنكهات حلوة أو مالحة أو حارة. يحتفل عشاق هذا الطبق، وخاصة في الهند، بيوم 7 يونيو باعتباره اليوم العالمي للبوها.

## نيبال
الأرز المضغوط هو جزء من طبق ساماي باجي التقليدي النيبالي، ويحتل مكانة مهمة في حفل الزفاف النيواري التقليدي. عادة ما يتم تضمين الكيورا في مهر العروس، بعد حفل الزفاف تقوم العائلات بمرافقة العروس إلى منزل العريس، خلال هذا الموكب تتم مراسم طحن الأرز. يجلس العريس والعروس بجانب بعضهما البعض، ويتم منح العروس الكيورا. يطلب العريس من العروس ثلاث مرات أن تعطيه الكيورا.

## جنوب شرق آسيا

#### كمبوديا
يُعرف الأرز المضغوط في كمبوديا باسم أمبوك، ويتم تصنيعه عن طريق تحميص الأرز مع قشرته، ثم دق الأرز الساخن بمدقة وهاون خشبي، ثم تزال القشور. يتم تناوله عادة مخلوط بالموز وسكر النخيل وماء جوز الهند، أو مشوي مع الجمبري الصغير.  ويستخدم كطبق رئيسي في مهرجان المياه الكمبودي.

#### ميانمار
يُعرف الأرز المضغوط في ميانمار باسم مونت حسن، يتم تقديمه تقليديا كقربان إلى حارس الممرات المائية في ميانمار.كما يتم استخدامه كمكون في الوجبات الخفيفة البورمية المسماة مونت .

## الفلبين
يُطلق على الأرز المضغوط في الفلبين اسم بينيبيج. يتم تصنيعه باستخدام حبيبات الأرز اللزج غير الناضجة، مما يمنحه لونًا أخضر مميزًا، تزال قشرته، ثم يدق بالهاون، ويحمص حتى يصبح مقرمشًا. إنها تحتوي على طبقة خارجية مقرمشة. يؤكل عادة بمفرده، أويستخدم كإضافة للحلويات والمشروبات.  يقدم سنوياً في مهرجان دومان في سانتا ريتا ولكن يحمص قبل طحنه ويسمى الدومان.

## تايلاند
يُعرف الأرز المضغوط باسم خاو ماو في تايلاند. يصنع من حبوب الأرز اللزج غير الناضجة وهو أيضًا أخضر اللون. تنقع حبات الأرز منزوعة القشرة في الماء لعدة ساعات، ثم تطهى بالبخار في وعاء من الخيزران، وتحمص في مقلاة، وتدق حتى تصبح في الهاون.

## فيتنام
الأرز المضغوط في فيتنام يُعرف باسم كوم، وهو أيضًا أخضر اللون. يتم تصنيعه عن طريق تحميص حبات الأرز غير الناضجة على نار خفيفة ثم دقها. تزال القشرة عن طريق التذرية . يمكن تناوله بمفرده، أو استخدامه كمكون في أطباق أخرى، أو تحويله إلى كعكات تُعرف باسم بانه كوم . يتم تناوله عادة خلال موسم الخريف.